# Anthony Mason
Pour les articles homonymes, voir Mason.
 (février 2015).
Si vous disposez d'ouvrages ou d'articles de référence ou si vous connaissez des sites web de qualité traitant du thème abordé ici, merci de compléter l'article en donnant les références utiles à sa vérifiabilité et en les liant à la section « Notes et références ».
Anthony George Douglas Mason, né le 14 décembre 1966 à Miami en Floride et mort le 28 février 2015 à Manhattan d'une maladie au cœur, est un joueur américain de basket-ball.
Il a joué en National Basketball Association aux Nets du New Jersey, aux Nuggets de Denver, aux Knicks de New York, aux Hornets de Charlotte, aux Bucks de Milwaukee et au Heat de Miami. Il évoluait aux postes d'ailier et d'ailier fort avec des moyennes de 10,8 points et 8,3 rebonds dans sa carrière durant 13 saisons.

## Biographie
Pendant sa carrière universitaire, Mason joue avec les Tigers de l'Université d'État du Tennessee. Il est drafté par les Trail Blazers de Portland au troisième tour de la Draft 1988 de la NBA au 53e rang, mais n'est pas retenu dans l'effectif. Il joue alors à Efes Pilsen İstanbul en Turquie, aux Marinos de Oriente au Venezuela et en Continental Basketball Association durant une année. Il évolue brièvement sous les couleurs des Nets du New Jersey, où il marque une moyenne de 1,8 point, puis sous celles des Nuggets de Denver, où il joue seulement 3 rencontres avant de signer avec les Knicks de New York à l'été 1991.
Sous les ordres de l'entraîneur Pat Riley, Mason se révèle à New York, où il joue dans la raquette en compagnie de Patrick Ewing, Charles Oakley et Charles D. Smith. En 1993-1994, les Knicks atteignent les Finales NBA pour la première fois depuis 1973, mais s'inclinent en sept matches face aux Rockets de Houston de Hakeem Olajuwon. Mason remporte le trophée de NBA Sixth Man of the Year lors de la saison 1994-1995. Il est le joueur le plus présent sur le terrain lors de la saison 1995-1996 (3 457 minutes de jeu) battant le record pour un joueur des Knicks.
Mason est transféré aux Hornets de Charlotte en 1996 contre Larry Johnson. Sa première saison (1996-1997) avec l'équipe est sa meilleure sur le plan statistique en NBA. Il bat ses records en carrière en termes de minutes jouées (43,1, plus haute moyenne de la NBA), de points inscrits (16,2), de rebonds (11,4) et de passes décisives (5,7) et réalise également 4 triple-double (les premiers de sa carrière). Il est nommé dans la All-NBA Third Team et la NBA All-Defensive Second Team lors de cette saison. Mason manque toute la saison 1998-1999 à cause d'une blessure, puis revient la saison suivante avec des moyennes de 11,6 points et 8,5 rebonds. Il est transféré au Heat de Miami en 2000 et réalise des moyennes de 16,1 points et 9,6 rebonds. Il obtient son unique sélection au All-Star Game.
Mason signe avec les Bucks de Milwaukee pour la saison 2001-2002. À cause d'un manque de cohésion et de problèmes de blessures, les Bucks n'atteignent pas les playoffs alors qu'ils étaient parmi les favoris. Mason marque en moyenne 9,6 points par match et prend 7,9 rebonds. Ses statistiques en baisse, ses critiques répétées contre ses coéquipiers et les mauvais résultats de l'équipe poussent les dirigeants des Bucks à se débarrasser de Mason lors de la saison 2002-2003. Il prend sa retraite en 2003.
Mason jouait au poste d'ailier-fort en dépit de sa relative petite taille (2,01 m), mais qu'il compensait par une impressionnante musculature, qui faisait de lui l'un des défenseurs les plus craints de la ligue. En plus de sa force physique, il avait une très bonne lecture du jeu et était un excellent passeur.

## Records sur une rencontre en NBA
Les records personnels d'Anthony Mason en NBA sont les suivants :
| Record de la franchise |

| Type de statistique        | Saison régulière | Saison régulière      | Saison régulière | Playoffs | Playoffs                 | Playoffs      |
| Type de statistique        | Record           | Adversaire            | Date             | Record   | Adversaire               | Date          |
| -------------------------- | ---------------- | --------------------- | ---------------- | -------- | ------------------------ | ------------- |
| Points                     | 31               | Raptors de Toronto    | 31 mars 2000     | 29       | @ Hawks d'Atlanta        | 1er mai 1998  |
| Paniers marqués            | 12               | 2 fois                | 2 fois           | 13       | @ Hawks d'Atlanta        | 1er mai 1998  |
| Paniers tentés             | 21               | 3 fois                | 3 fois           | 18       | @ Hawks d'Atlanta        | 1er mai 1998  |
| Paniers à 3 points réussis | 1                | 2 fois                | 2 fois           | -        | -                        | -             |
| Paniers à 3 points tentés  | 1                | 12 fois               | 12 fois          | 1        | 4 fois                   | 4 fois        |
| Lancers francs réussis     | 15               | Raptors de Toronto    | 31 mars 2000     | 8        | @ Cavaliers de Cleveland | 1er mai 1995  |
| Lancers francs tentés      | 16               | @ Pistons de Détroit  | 2 mars 2001      | 12       | Pacers de l'Indiana      | 9 mai 1995    |
| Rebonds offensifs          | 9                | @ Nets du New Jersey  | 21 décembre 1993 | 7        | @ Pacers de l'Indiana    | 6 mai 1993    |
| Rebonds défensifs          | 19               | @ Mavericks de Dallas | 25 février 1997  | 12       | @ Hawks d'Atlanta        | 1er mai 1998  |
| Rebonds totaux             | 22               | @ Mavericks de Dallas | 25 février 1997  | 15       | 76ers de Philadelphie    | 22 avril 2000 |
| Passes décisives           | 12               | 3 fois                | 3 fois           | 7        | 2 fois                   | 2 fois        |
| Interceptions              | 5                | 2 fois                | 2 fois           | 5        | @ Pacers de l'Indiana    | 3 juin 1994   |
| Contres                    | 4                | @ Celtics de Boston   | 12 janvier 1996  | 2        | 5 fois                   | 5 fois        |
| Balles perdues             | 8                | Hornets de Charlotte  | 29 mars 1994     | 9        | @ Pacers de l'Indiana    | 3 juin 1994   |
| Minutes jouées             | 53               | 2 fois                | 2 fois           | 49       | Bulls de Chicago         | 11 mai 1996   |

## Autre
Le fils de Mason, qui mesure également 2,01 m, Anthony Mason Jr., est un joueur de basket-ball professionnel.
Mason fait une apparition dans le film de Woody Allen Celebrity. Il apparaît également dans le vidéo-clip du rappeur Diamond D « Best Kept Secret », réalisant un dunk sur un playground de New York.